# Публій Пактумей Клемент
Публій Пактумей Клемент (Publius Pactumeius Clemens; ? — після 138) — державний діяч та правник часів Римської імперії, консул-суффект 138 року.

## Життєпис
Походив із роду вершників однієї з іспанських провінцій. Прибув до Риму в часи Адріана. Здобув визнання як правник. За правління Антоніна Пія увійшов до групи правників, що розробляли положення з юриспруденції. Зробив кар'єру державного діяча завдяки авторитету правника. У 138 році став консулом-суффектом разом з Марком Віндієм Вером. Згодом увійшов до колегії феціалів. Про подальшу долю немає відомостей.
Був спеціалістом у сфері спадкового права, зокрема фі-деїкоміс. У доробку є «Commentarii» та «Quaestiones». З них збереглися окремі фрагменти, що увійшли до «Дігестів» імператора Юстиніана I.